# Inkörsportsteorin
Inkörsportsteorin, gatewayteorin eller bara inkörsporten är uppfattningen att den som brukar en lättare drog, så som LSD, cannabis eller psilocybin ofta lockas att i efterhand prova på allt tyngre droger, så som heroin när man tröttnat på den lättare drogen, och att det därmed blir en inkörsport. Denna teori brukar dock inte handla särskilt mycket om riskerna med dessa droger i sig. En del radikala förespråkare av teorin inkluderar även koffein. Strukturkonservativa förespråkare hävdar däremot att det inte är värt att kriminalisera de droger som redan har blivit socialt accepterade, men att det räcker med dem och att det inte finns någon anledning att acceptera flera. Kritiker hävdar dock att det är just kriminaliseringen av lättare droger som orsakar inkörsporten då de menar att det innebär att folk inte längre förstår skillnaden mellan lätta och tunga drogers risker.
Enligt Cecilia Magnusson finns det inte någon tydlig evidens för att cannabis är en inkörsport till tyngre droger.